# Янчево (гміна Єдвабне)
Янчево (пол. Janczewo) — село в Польщі, у гміні Єдвабне Ломжинського повіту Підляського воєводства.
Населення — 81 особа (2011).
У 1975-1998 роках село належало до Ломжинського воєводства.

## Демографія
Демографічна структура станом на 31 березня 2011 року:
|          | Загалом | Допрацездатний вік | Працездатний вік | Постпрацездатний вік |
| -------- | ------- | ------------------ | ---------------- | -------------------- |
| Чоловіки | 41      | 6                  | 26               | 9                    |
| Жінки    | 40      | 4                  | 25               | 11                   |
| Разом    | 81      | 10                 | 51               | 20                   |